# Фауда
Фауда (івр. פאודה від араб. فوضى — «безлад», «хаос») — ізраїльський телесеріал про групу бійців «містарвім» Шабаку, контртерористичного спецпідрозділу Армії оборони Ізраїлю, які працюють під прикриттям. Автори ідеї та сценаристи — Ліор Раз й Аві Ісахаров. Ліор Раз також зіграв роль Дорона, бійця ізраїльського контртерористичного загону, що протистоїть ХАМАСу.
Знімання першого сезону відбулося в Кафр-Касемі під час палестино-ізраїльського конфлікту в секторі Газа 2014 року. Прем'єра першого сезону відбулася 15 лютого 2015 року.
Прем'єра другого сезону відбулася 31 грудня 2017 року, фінал сезону вийшов 18 березня 2018 року.
Дія третього сезону відбувається в секторі Гази. Прем'єра третього сезону відбулася 26 грудня 2019 року.
У лютому 2020 року Аві Ісахаров оголосив про те, що заплановано зняти четвертий сезон.

## Вихід на Netflix
2 грудня 2016 р. 1-й сезон серіалу вийшов на стрімінговій платформі «Netflix». У травні 2018 р. на «Netflix» вийшов 2-й сезон. Реліз 3-го сезону на «Netflix» відбувся 16 квітня 2020 р..

## Критика
Серіал отримав переважно позитивні відгуки. На вебзібранні «Rotten Tomatoes» рейтинг схвалення становив 100 % на підставі оцінок критиків, середній рейтинг глядачів становить 95 %.
Майк Хейл з «The New York Times» зазначив: «„ Фауда“ — це трилер, і в ньому багато жорстоких сцен, але битви та погоні виглядають лякаюче буденно». На думку колумніста «The Baltimore Sun» Девіда Зуравіка, серіал «зробив людяними деяких палестинців так, як [він] ніколи раніше не бачив на американському телебаченні». Майкл Стар з «New York Post» назвав «Фауду» одним із «прихованих скарбів у, здавалося би, нескінченному потоці серіалів Netflix». Також він зазначив, що цей серіал став «більш правдоподібною й жорсткою версією „Батьківщини“ (яка була заснована на іншому ізраїльському серіалі „Військовополонені“) з адреналіновим екшеном і масою насильства». Рейчел Шабі з «The Guardian» помітила, що серіал «переважно оповідає з ізраїльської точки зору, і зосереджений на ізраїльських персонажах» і не показує повної картини палестино-ізраїльського конфлікту.